# Robert Böhm (Psychologe)
Robert Böhm (* 23. Juni 1983 in Torgau) ist ein deutscher Psychologe und Hochschullehrer.

## Leben
Böhm studierte von 2002 bis 2007 Psychologie und Interkulturelle Kommunikation an der Technischen Universität Chemnitz, begleitet von Auslandsstudien und Forschungspraktikas an den Universitäten in Utrecht, Zürich und Freiburg im Breisgau. Mit einem Promotionsstipendium sowie weiteren Forschungsaufenthalten in Jerusalem und Kent promovierte er im Jahr 2010 bei Klaus Rothermund und Oliver Kirchkamp an der Friedrich-Schiller-Universität Jena zum Dr. phil. mit seiner Dissertation When does the sheep become a wolf?: minimal conditions for interindividual-intergroup discontinuity.
Nach einem anschließenden dreijährigen Postdocstipendium an der Universität Erfurt wurde Böhm von 2013 bis 2019 als Juniorprofessor für Decision Analysis an der Fakultät für Wirtschaftswissenschaften der RWTH Aachen übernommen. Danach wechselte er an die Universität Kopenhagen, wo er eine Professur für Angewandte Sozialpsychologie und Verhaltenswissenschaft am Department für Psychologie, dem  Department für Ökonomie und dem Copenhagen Center for Social Data Science (SODAS) übernahm. Seit 2021 ist er Inhaber der Professur für Sozialpsychologie im Kontext von Arbeit, Wirtschaft und Gesellschaft an der Fakultät für Psychologie der Universität Wien.
Böhms Forschungsschwerpunkte sind Urteilen und Entscheiden aus sozialpsychologischer und verhaltensökonomischer Perspektive und prosoziales Verhalten zu Überwindung globaler Herausforderungen, insbesondere Infektionskrankheiten, Intergruppenkonflikte und Klimakrise.

## Schriften (Auswahl)
- When does the sheep become a wolf? Minimal conditions for interindividual-intergroup discontinuity, Dissertation, Universität Jena 2011 (PDF)
- mit Bastian Schiller, Daniel Nils Toensing, Tobias Kleinert und Markus Heinrichs: Effects of the COVID-19 pandemic nationwide lockdown on mental health, environmental concern, and prejudice against other social groups, Universität Freiburg i. B. 2022 (PDF)